# Gruppo di NGC 2410
Il Gruppo di NGC 2410 comprende almeno cinque galassie situate nella costellazione dei Gemelli.

## Descrizione
La distanza media tra il centro di massa di questo gruppo e la nostra Via Lattea è di circa 236 milioni di anni luce (72,5 Mpc).

## Membri
Nella tabella sottostante sono riportati i membri del gruppo indicati da Garcia nel suo articolo del 1993.
| Nome     | Classificazione | Tipo               | RA (J2000.0)  | DEC (J2000.0) | Velocità radiale (km/s) | Magnitudine apparente | Distanza (Mpc) | Dimensioni (kal) |
| -------- | --------------- | ------------------ | ------------- | ------------- | ----------------------- | --------------------- | -------------- | ---------------- |
| NGC 2410 | SBb?            | Spirale barrata    | 07h 35m 02.2s | 32° 49′ 20″   | 4637 ± 2                | 13,0                  | 70,7 ± 5,0     | 151              |
| IC 2193  | Sb              | Spirale            | 07h 33m 23.7s | 31° 29′ 01″   | 5021 ± 9                | 13,7                  | 76,4 ± 5,4     | 127              |
| IC 2196  | E               | Ellittica          | 07h 34m 09.7s | 31° 24′ 20″   | 4742 ± 91               | 13,7                  | 72,3 ± 5,2     | 99               |
| IC 2199  | SABbc           | Spirale intermedia | 07h 34m 55.7s | 31° 16′ 35″   | 4659 ± 3                | 13,1                  | 71,1 ± 5,0     | 75               |
| UGC 3904 | (R)SB(r)0/a     | Lenticolare        | 07h 33m 31.7s | 30° 33′ 47″   | 4734 ± 10               | 13,71                 | 72,2 ± 5,1     | 97               |

Il sito DeepskyLog permette di trovare agevolmente le costellazioni in cui sono situate le galassie; in alternativa si possono utilizzare le coordinate delle galassie per individuarle. Se non altrimenti indicato, le coordinate sono quelle fornite dal sito NASA/IPAC (National Aeronautics and Space Administration / Infrared Processing and Analysis Center).